# Beat Balzli
Beat Balzli (* 13. Februar 1966 in Hamburg) ist ein Schweizer Journalist.

## Leben
Aufgewachsen in Luzern, studierte Balzli Volks- und Betriebswirtschaft in Bern und Paris und wandte sich nach dem Studium dem Wirtschaftsjournalismus zu. Nach verschiedenen Stationen in der Schweiz – bei der Handelszeitung, der SonntagsZeitung und bei Facts – stieß er 2001 als Redakteur zum Hamburger Nachrichtenmagazin Der Spiegel. Von Oktober 2010 bis August 2013 war Beat Balzli Chefredaktor der Handelszeitung. Ab 2013 arbeitete er in der Chefredaktion der Welt-Gruppe und war als stellvertretender Chefredakteur vor allem für die Welt am Sonntag zuständig. Ende 2016 wurde er per 1. April 2017 zum Chefredakteur der Wirtschaftswoche ernannt. Ende Januar 2023 gab er seinen Posten als Chefredakteur der Wirtschaftswoche ab. Im Sommer 2023 wurde bekannt, dass Balzli Sonderprojekte für die NZZ-Mediengruppe entwickeln werde. Im Oktober 2023 wurde dann aber bekannt, dass er stattdessen per 1. November 2023 den Chefredaktor-Posten der NZZ am Sonntag übernimmt.

## Auszeichnungen
Seine redaktionelle Tätigkeit brachte ihm mehrfach Auszeichnungen ein, darunter:
- 2008: Helmut Schmidt Journalistenpreis (2. Platz)
- 2009: Henri-Nannen-Preis
- 2009: Herbert Quandt Medien-Preis
- 2009: «Wirtschaftsjournalist des Jahres 2009», verliehen von der Zeitschrift Wirtschaftsjournalist
- 2010: Georg von Holtzbrinck Preis für Wirtschaftspublizistik in der Kategorie Print, zusammen mit Michaela Schießl und Thomas Schulz

## Werke (Auswahl)
- Treuhänder des Reichs. Die Schweiz und die Vermögen der Naziopfer: Eine Spurensuche. Werd Verlag, Zürich 1997, ISBN 978-3-85932-213-4